# برامج مكتبية
في الحوسبة البرامج المكتبية(بالإنجليزية:  office suite)‏ تسمى في بعض الأحيان حزمة برامج مكتبية أو حزمة مكتبية، وسبب تسميتها بحزمة لأنها عبارة عن عدة برامج مع بعضها البعض، هي التطبيقات المستخدمة من قبل الأشخاص لتحرير النصوص أو تقديم العروض التقديمية أو إنشاء الجداول. في العادة تباع المحتويات مع بعضها البعض، لها واجهة رسومية وفي العادة هذه الحزمة تستطيع تتفاعل مع بعضها البعض، بطريقة يسمح بها نظام التشغيل.
الحزم المهيمنة في الوقت الحالي هي مايكروسوفت أوفيس الذي يعمل على مايكروسوفت ويندوز ونظام تشغيل أبل ماك أو إس عشرة، أوبن أوفيس.أورج هو بديل حر ومفتوح المصدر لجميع أنظمة التشغيل. تنسيقات مايكروسوفت أوفيس أصبحت بشكل غير رسمي هي تنسيقات الافتراضيه والمدعومة من قبل ""البرامج المكتبية"" الأخرى. بينما تنسيقات أوبن أوفيس.أورج أوبن ديكيومنت (بالإنجليزية:  Open Document ODF)‏ أصبحت هي التنسيقات الافتراضيه للحكومات والجهات التعليمية والشركات التي تسعى إلى تبادل المعلومات بوثيقة ذات تنسيق محايد لتبادل المعلومات أو لتوفير المال. هناك العديد من ال""برامج المكتبية"" التي تحاول أن تتحدى مايكروسوفت أوفيس وأوبن أوفيس.أورج.
في الوقت الحاضر فإن الإتجاه إلى البرامج المكتبية خلال الإنترنت ، وهي عبارة عن تطبيق وب بدلاً من أن تكون برامج محملة في الجهاز، وأشهرها مستندات Google .

## البرامج في الحزمة المكتبية
| - محرر النصوص - جداول البيانات - العروض التقديمية - قواعد بيانات | - حزمة الرسومات - الاتصالات - عميل بريد إلكتروني - معلومات شخصية المدير | - برامج أخذ الملاحظات - فريق عمل دعم النظام - محرر الصيغ الرياضية - برامج تحليل سجل الوب |

## حزم مكتبية ذاتمنصاتمتعددة

### الحزمالمملوكة:
- سوفتميكر أوفيس (بالإنجليزية:  SoftMaker office)‏ 2008 برنامج محرر نصوص وعروض تقديمية وجداول بيانات، مقدم من قبل شركة ألمانية. موجود في لينكس وويندوز.
- ستار أوفيس هو حزمة مكتبية من شركة صن مايكروسيستمز، في الأصل طُوِرت من قبل شركة ألمانية ستار ديفيشن (بالإنجليزية: Star Division)‏ التي أشترتها صن.الإصدارات الأولى شاركت الشفرة البرمجية مع مشروع أوبن أوفيس.أورج، التي كانت صن تمولهما وتدعمهما، ولكن كان هناك مجموعة مطورين مختلفين للحزم، موجود في ماك أو إس عشرة وسولاريس وويندوز ولينكس.
- كنجسوفت أوفيس (بالإنجليزية:  Kingsoft Office)‏ (النسخة الصينية المعروفة باسم دبليو بي إس أوفيس (بالإنجليزية:  WPS Office)‏)، وهو حزمة مكتبية صينية في الأصل. يوجد نسختين يابانية وإنجليزية حالياً. موجود في مايكروسوفت ويندوز ولينكس

### الحزمالمجانية:
- أي بي إم لوتوس سيمفوني(بالإنجليزية: IBM Lotus Symphony)‏ مبني من نسخة قديمة من أوبن أوفيس.أورج. يحتوي على معالج نصوص وجداول البيانات وعروض تقديمية. وموجود على ويندوز ولينكس وماك أو إس عشرة.

### الحزمالمفتوحة المصدر:
- أوبن أوفيس.أورج (بالإنجليزية:  OpenOffice.org)‏ حزمة مكتبية مفتوحة المصدر من شركة صن مبني على ستار أوفيس الشفرة الابتدائية مقدمة من شركة صن مبني على حزمة مكتبية باسم ستار أوفيس من شركة ألمانية باسم ستار ديفيشن، ومحتوياته رايتر وكالك وإمبريس وباز ودرو وماث، موجود في ماك أو إس عشرة ولينكس وويندوز.

## حزم مكتبيةلمايكروسوفت ويندوز

### الحزمالمملوكة:
- أبلتي أوفيس (بالإنجليزية:  Ability Office)‏.
- سيلفريم (بالإنجليزية:  Celframe Office)‏.
- إيزيأوفيس (بالإنجليزية:   EasyOffice)‏.
- إيآيأوفيس (بالإنجليزية:  EIOffice)‏.
- فريمورك (بالإنجليزية:  Framework)‏.
- قوبي برودكتف (بالإنجليزية:  Gobe Productive)‏.
- جست سوت 2008 (بالإنجليزية:  JUST Suite 2008 )‏.
- كينج سوفت أوفيس (بالإنجليزية:  Kingsoft Office)‏.
- آي بي إم لوتوس سمارسوت (بالإنجليزية:  IBM Lotus SmartSuite)‏.
- مايكروسوفت أوفيس (بالإنجليزية:  Microsoft Office)‏.
- مايكروسوفت وركس (بالإنجليزية:  Microsoft Works)‏.
- سوفتميكر أوفيس 2008 (بالإنجليزية:  SoftMaker Office 2008)‏.
- ستار أوفيس (بالإنجليزية:  StarOffice)‏
- وردبيرفكت أوفيس (بالإنجليزية:   WordPerfect Office )‏.

### الحزمالمجانية:
- آي بي إم لوتوس سيمفوني (بالإنجليزية:  IBM Lotus Symphony)‏، حزمة محرر نصوص وعروض تقديمية وجداول بيانات مجانية.
- سوفتميكر أوفيس 2006 (بالإنجليزية:  SoftMaker Office 2006)‏.
- دبليو بي إس أوفيس (بالإنجليزية:  WPS Office)‏ النسخة الصينية مجانية في حال استخدمت بشكل غير تجاري.

### الحزمالمفتوحة المصدر:
- حزمة جنوم أوفيس (بالإنجليزية:  GNOME Office)‏.
- كيهأوفيس (بالإنجليزية:  KOffice)‏ ،في الأصل للينكس لكن يوجد نسخة لويندوز لها دعم جزئي فقط.
- أوبن أوفيس.أورج (بالإنجليزية:  OpenOffice.org)‏.

## حزم مكتبيةلماك أو إس عشرة

### الحزمالمملوكة:
- آي وورك (بالإنجليزية:  iWork)‏ من شركة أبل حزمة مكتبية للماك فقط، ويحتوي على بيجز (بالإنجليزية:  Pages)‏ لتحرير النصوص، ونمبرز (بالإنجليزية:  Numbers)‏ لعمل جداول البيانات وكينوت (بالإنجليزية:  Keynote)‏ لعمل العروض التقديمية، آيورك بديل لحزمة أبلوركس (بالإنجليزية:  AppleWorks)‏ المتوقف حالياً.
- مايكروسوفت أوفيس للماك (بالإنجليزية:  Microsoft Office for Mac)‏ لنظام تشغيل ماك أو إس النسخة الحالية تدعم أجهزة ماك بمعالجات بور بي سي وإنتل.
- مارينرباك (بالإنجليزية:   MarinerPak)‏ تحتوي الحزمة على مارينر رايت (بالإنجليزية:  Mariner Write)‏ وهو برنامج تحرير نصوص، ومارينر كالك (بالإنجليزية:  Mariner Write)‏ لجداول البيانات.
- مايكروسوفت وركس توقف بالماك عند الإصدار الرابع.
- ستارأوفيس (بالإنجليزية:  StarOffice)‏ حزمة من شركة صن وهي نسخة داعمة لأوبن أوفيس.أورج وأضافت دعم لإصدارات ماك بمعالجات إنتل في ستارأوفيس 9.

### الحزمالمجانية:
- آي بي إم لوتوس سيمفوني (بالإنجليزية: IBM Lotus Symphony)، حزمة محرر نصوص وعروض تقديمية وجداول بيانات مجانية.

### الحزمالمفتوحة المصدر:
- كي أوفيس (بالإنجليزية: KOffice)‏.
- نيو أوفيس حزمة مكتبية خاصة بالماك حرة ومفتوحة المصدر ليناسب أوبن أوفيس.أورج مع خصائص ماك أو إس كواجهة أكوا لإعطاء إحساس إحساس متناسق مع ألواجهة.
- أوبن أوفيس.أورج (بالإنجليزية:  OpenOffice.org)‏.

## حزم مكتبيةللينكس

### الحزمالمملوكة:
- إيآيأوفيس (بالإنجليزية:  EIOffice)‏، حزمة للإنجليزية، والصينية، واليابانية، والفرنسية، ومتوفرة الحزمة للويندوز وللينكس.
- سوفتميكر أوفيس 2008 (بالإنجليزية:  SoftMaker Office 2008)‏

### الحزمالمجانية:
- آي بي إم لوتوس سيمفوني (بالإنجليزية: IBM Lotus Symphony)، حزمة محرر نصوص وعروض تقديمية وجداول بيانات مجانية.

### الحزمالمفتوحة المصدر:
- أندرو (بالإنجليزية:  Andrew)‏ حزمة مكتبية طورت من قبل جامعة كارنيجي ميلون وسميت الحزمة بعد أندرو كارنغي (بالإنجليزية:  Andrew Carnegie)‏.
- جنوم أوفيس (بالإنجليزية:  GNOME Office)‏ حزمة متضمنة أبي ورد لمعالجة النصوص وجنومرك لجداول البيانات وجنوم-دي بي، وهي جزء من بيئة جنوم نظام نوافذ إكس.
- جامبو أوبن أوفيس (بالإنجليزية:  Jambo OpenOffice )‏ نسخة بالسواحيلية من أوبن أوفيس.أورج.
- كي أوفيس حزمة مكتبية مجانية لسطح مكتب كدي.

## حزم مكتبية على الإنترنت
- جوجل دوكس (بالإنجليزية:  Google Docs)‏ حزمة مكتبية مبنية على لغة البرمجة أجاكس من جوجل. تحتوي الحزمة على محرر نصوص وجداول بيانات وعروض تقديمية وتعمل عن طريق المتصفح.
- أوبنجوو (بالإنجليزية:  OpenGoo)‏ حزمة مكتبية كاملة مفتوحة المصدر تعمل علي المتصفح وتستخدم تكنولوجيا البي إتش بي والجافا سكريبت والماي إس كيو إل والأجاكس، يمكن أن يتم تنزيله وتحميله على خادم (بالإنجليزية:  Server)‏.
- شيرأوفيس (بالإنجليزية:  ShareOffice)‏ حزمة مكتبية على الإنترنت من شيرميثودز (بالإنجليزية:  ShareMethodes)‏. هذه الجزمة تستعمل برامج تحرير نصوص وعروض تقديمية وجداول بيانات من مزودين خدمة أخرى ن. تم توزيعها عن طريق برنامج أبإكسشينج (بالإنجليزية:  AppExchange)‏ من سيلزفورس(بالإنجليزية:  Salesforce.com)‏.
- سيمديسك (بالإنجليزية:  Simdesk)‏ من سيمديسك تيكنولوجيز المحدودة (بالإنجليزية: Simdesk Technologies, Inc)‏ توفر الحزمة توافق جزئي مع صيغ ملفات مايكروسوفت أوفييس (وورد، إكسل، بوربوينت). هذه الحزمة متوفرة باشتراك شهري مع خدمات سيمديسك (بتكلفة 3.50$ - 20$ دولار أمريكي شهرياً) وبمقدور الشخص تثبيت البرنامج في أي مكان.
- ثنكفريي أوفيس (بالإنجليزية: ThinkFree Office)‏ حزمة مكتبية مكتوبة بلغة الجافا من شركة ثنكفري المحدودة (بالإنجليزية: ThinkFree, Inc)‏ فيها محرر نصوص (رايت) (بالإنجليزية: (Write))‏ وجداول بيانات (كالك) (بالإنجليزية: (Calc))‏و عروض تقديمية (شاو) (بالإنجليزية: (Show))‏. لجميع نضم التشغيل.
- زوهو أوفيس حزمة مكتبية مجانية على الإنترنت من شركة أدفينتنيت المحدودة (بالإنجليزية: AdventNet, Inc.)‏ يحتوي على محرر نصوص وجداول بيانات وعروض تقديمية وغيرها.